# Programme chinois d'exploration lunaire
Station de recherche lunaire internationale
Le programme chinois d'exploration lunaire (chinois : 中国探月 ; pinyin : Zhōngguó Tànyuè), dont le composant robotique est généralement connu sous l'appellation Programme Chang'e, a pour but l'étude et l'exploration de la Lune par des robots, puis, à l'horizon 2030, par des équipages humains. Au delà de son intérêt scientifique, ce programme a permis aux ingénieurs chinois d'acquérir la maitrise de technologies clés dans le domaine de l'astronautique telles que le contrôle des trajectoires interplanétaire, le contrôle d'attitude, l'atterrissage sur un autre corps céleste, l'étude in situ de celui-ci par un engin mobile ou les communications à longue distance. Les dirigeants chinois utilisent également ce programme comme un moyen de restauration de la fierté nationale et vis-à-vis de l'étranger comme un outil de prestige.
La Chine, comme toutes les nations spatiales qui l'ont précédé, choisit d'entamer l'exploration du système solaire par l'étude la Lune. À cet effet elle développe la famille des sondes spatiales Chang'e et s'appuie pour le lancement des plus lourdes sur la  Longue Marche 5  première fusée chinoise de forte puissance qui effectue son premier vol en 2016. Les principaux jalons du programme sont le lancement en 2007 de la première sonde spatiale chinoise, Chang'e 1, qui est placée en orbite autour de la Lune, la dépose en 2013 à la surface de cet astre d'un astromobile (mission Chang'e 3), la collecte et le retour sur Terre d'échantillons de sol lunaire en 2020 (Chang'e 5). Début 2019, la Chine réalise une première spatiale en déposant un astromobile sur la face cachée de la Lune (Chang'e 4). Toutes les missions lancées sont des succès mais peu de résultats scientifiques sont rendus publics. Plusieurs sondes spatiales doivent être lancées au cours de la décennie 2020 avec comme objectifs le retour d'échantillons du sol lunaire de la face cachée de la Lune et l'étude à l'aide d'astromobiles des ressources en eau des régions polaires.
Au début des années 2020 les responsables chinois ont confirmé leur volonté d'amener des hommes sur la Lune dès 2030 se plaçant ainsi en challenger du programme Artemis de l'agence spatiale américaine (la NASA). Pour remplir cet objectif, la Chine développe deux lanceurs, les Longue Marche 9 et Longue Marche 10 ainsi qu'un vaisseau lunaire.

## Phase 1: Les sondes orbitales lunaires
Le 24 octobre 2007, la sonde spatiale orbitale Chang'e 1 est lancée depuis le Centre spatial de Xichang par une fusée Longue Marche 3A. Elle a pour objectif de cartographier et modéliser en trois dimensions certaines régions de la Lune. Au total, 1,37 téraoctet de données ont été transférées à la Terre au cours de cette mission.
Une deuxième sonde orbitale, Chang'e 2, a été lancée le jour de la fête nationale chinoise, le 1er octobre 2010 à 18 h 59, au moyen d'une fusée Longue Marche 3C depuis le Centre spatial de Xichang, dans la province du Sichuan. La sonde a été directement placée sur une trajectoire de transfert Terre-Lune sans passer par l'orbite terrestre. Elle est entrée en orbite le 6 octobre 2010.
Une des possibilités prévues était que la sonde se pose sur la Lune à la fin de sa mission, mais elle a été mise sur une orbite de rencontre avec l'astéroïde géocroiseur Toutatis. Chang'e 2 rencontra l'astéroïde le 13 décembre 2012 et parvint à prendre des images avec une résolution maximale de 10 mètres par pixel.

## Phase 2: Analysein situ
Le 1er décembre 2013, la Chine a lancé Chang'e 3 à bord d'une fusée Longue Marche 3B, a atterri sur la Lune le 14 décembre 2013. Il transportait un atterrisseur doté d'instruments scientifiques et un rover lunaire de 140 kg nommé Yutu, capable de se déplacer sur une zone de 3 kilomètres carrés autour de son point d'atterrissage et d'étudier le terrain au cours d'une mission de 3 mois. Il s'agit du premier atterrissage en douceur (sans destruction de l'alunisseur) depuis la sonde Soviétique Luna 24 en 1976.
La sonde spatiale Chang'e 4 a été construite initialement pour servir de doublure en cas d'échec de Chang'e 3. Compte tenu du succès de cette mission, Chang'e 4 reçut pour objectif d'atterrir sur la face cachée de la Lune et d'explorer sa surface. Un satellite de télécommunications, baptisé Queqiao a été placé quelques mois plus tôt au point de Lagrange L2 du système Terre-Lune pour jouer le rôle de relais, la Lune faisant obstacle aux communications entre Chang'e 4 et la Terre. Chang'e 4 a été lancé le 7 décembre 2018 et a atterri le 3 janvier 2019pour mener une exploration avec son rover. Il s'agit du premier atterrissage d'un engin spatial sur cette face de la Lune,,.

## Phase 3: Retour d'échantillons
La troisième phase du programme lunaire chinois a pour objectif de rapporter un échantillon de roches lunaires sur Terre :    
- Queqiao a été lancé le 23 octobre 2014. Il a été conçu pour tester la capsule de retour des échantillons lunaires. Il a été jusqu'au point de Lagrange L2 et en est revenu. Le module de service est sur une orbite lunaire et cartographie des zones de la surface de la  Lune pour l'atterrissage de Chang'e 5 ;
- Chang'e 5 a été lancé le 23 novembre 2020 à bord du lanceur lourd Longue Marche 5. La sonde spatiale s'appuie sur les développements mis au point dans le cadre des missions précédentes, avec un atterrisseur capable de collecter jusqu'à 2 kg d'échantillons lunaires et un engin capable de redécoller du sol lunaire et de les ramener sur Terre. Le 16 décembre 2020 1 731 grammes ont été récupérés en Mongolie intérieure.
- Chang'e 6 est l'exemplaire de rechange de la sonde Chang'e 5. Il a été lancé en 2024 et a été le premier engin spatial au monde à ramener un échantillon du sol de la face cachée de la Lune.

## Phase 4: Orbiteur et étude des régions polaires
La quatrième phase du programme lunaire chinois a pour objectif d'étudier la région du pôle sud lunaire caractérisée par des dépôts de glace d'eau et un ensoleillement par endroit quasi permanent qui favorise l'envoi d'une expédition humaine. Les deux missions programmées sont pratiquement identiques et comprennent à la fois un astromobile, un orbiteur et un engin se déplaçant sur 6 pattes :
- Chang'e 7 doit être lancée en 2026,
- Chang'e 8 sera lancée en 2028.

## Liste des missions du programme Chang'e
| Mission      | Date de lancement | Lanceur          | Type de mission                        | Statut                                                                                         |
| ------------ | ----------------- | ---------------- | -------------------------------------- | ---------------------------------------------------------------------------------------------- |
| Chang'e 1    | 24 octobre 2007   | Longue Marche 3A | Orbiteur lunaire                       | Fin de mission mars 2009                                                                       |
| Chang'e 2    | 1er octobre 2010  | Longue Marche 3C | Orbiteur lunaire                       | Mise en sommeil en février 2014 après le survol de l'astéroïde Toutatis                        |
| Chang'e 3    | 1er décembre 2013 | Longue Marche 3B | Atterrisseur avec astromobile (Yutu)   | L'astromobile fonctionne jusqu'en mars 2015. L'atterrisseur est toujours opérationnel en 2022. |
| Chang'e 5 T1 | 23 octobre 2014   | Longue Marche 3C | Démonstrateur technologique            | Valide les systèmes utilisés pour la mission de retour d'échantillon.                          |
| Chang'e 4    | 7 décembre 2018   | Longue Marche 3B | Atterrisseur avec astromobile (Yutu 2) | Premier atterrissage sur la face cachée de la Lune.                                            |
| Chang'e 5    | 23 novembre 2020  | Longue Marche 5  | Mission de retour d'échantillons       | A ramené 1781 grammes de sol lunaire sur Terre.                                                |
| Chang'e 6    | 3 mai 2024        | Longue Marche 5  | Mission de retour d'échantillons       | Doit ramener des échantillons de sol du Bassin Pôle Sud-Aitken sur la face cachée de la Lune   |
| Chang'e 7    | 2026              | Longue Marche 5  | Atterrisseur avec astromobile          | Étude des ressources en eau des régions polaires                                               |
| Chang'e 8    | 2028              | Longue Marche 5  | Atterrisseur avec astromobile          | Étude des ressources en eau des régions polaires                                               |

## Programme spatial habité chinois et la Lune
La Chine étudie depuis les années 2010 le développement de Longue Marche 9 (CZ-9), un lanceur capable de placer 150 tonnes en orbite basse. Ce lanceur est associé à un projet de programme lunaire avec équipage. Toutefois l'échec du deuxième vol du lanceur Longue Marche 5 semble avoir entrainé un report du projet reposant sur la CZ-9. Un lanceur de capacité intermédiaire (70 tonnes), nommé Longue Marche 10, est en développement et permettrait d'atteindre les mêmes objectifs en mettant en place une station spatiale lunaire à l'image de ce qui est envisagé pour le programme Artemis de la NASA. La Chine a annoncé en 2018 par des canaux non officiels qu'elle prévoyait d'envoyer d'ici dix ans des astronautes chinois à la surface de la Lune. L'échéance du programme lunaire chinois semble se situer en 2030 ou au delà. Les premiers éléments de ce programme lunaire sont toutefois dès à présent visibles à travers le développement d'un nouveau vaisseau spatial, remplaçant du vaisseau Shenzhou. Les premières images, montrant ce vaisseau (connu seulement sous l'appellation de vaisseau avec équipage de nouvelle génération) à un stade d'assemblage avancé, ont été publiées en 2019. Deux versions sont prévues : la version légère de 14 tonnes est utilisée pour la desserte de l'orbite basse. La version plus lourde (20 tonnes) permettrait d'emmener un équipage au-delà de l'orbite basse. Le vaisseau a une configuration classique avec un module pressurisé de forme conique où se tient l'équipage et un module de service cylindrique. L'architecture mixe des solutions retenues par CST-100 Starliner et Crew Dragon : les parachutes sont stockés à la base de la capsule pressurisée (Dragon), la propulsion est logée dans le module de service (CST-100) et l'atterrissage s'effectue sur terre à l'aide d'airbags gonflables (CST-100). Le vaisseau prendrait en charge aussi bien la relève des équipages que le ravitaillement remplaçant dans ce rôle le vaisseau Tianzhou,. Le vaisseau effectue son premier vol d'essai en décollant le 5 mai 2020 avant de venir se poser avec succès sur Terre le 8 mai 2020.
Dans une première phase du programme une mission lunaire  comprendrait deux lancements :  le premier  emportant le module lunaire, le second le vaisseau spatial habité chinois de nouvelle génération avec l'équipage. Les deux modules s'amarrerait en orbite lunaire haute puis l'orbite serait abaissée pour permettre l'atterrissage sur la Lune. Le module lunaire pourrait embarquer un équipage de deux personnes et serait composé d'un étage de descente largué juste avant l'atterrissage et d'un module pressurisé de 5 tonnes (disposant d'un delta-V de 2640 m/s) contenant l'équipage qui serait chargé après une brève exploration de ramener en orbite les deux astronautes et de réaliser un rendez vous avec le vaisseau principal pour le transfert de l'équipage. La deuxième mission utiliserait un module lunaire disposant d'une capacité d'emport fortement accrue et s'appuierait sur une station spatiale en orbite autour de la Lune.